# Oktay Delibalta
Oktay Delibalta (Samsun, 27 ottobre 1985) è un ex calciatore turco, di ruolo centrocampista.

## Carriera
Ha giocato nella prima divisione turca.